# 해리 포터와 불의 잔
《해리 포터와 불의 잔》(Harry Potter and the Goblet of Fire)은 조앤 롤링의 소설 《해리 포터》 시리즈의 네 번째 책이다. 2000년 7월 8일 영국에서 발간되었고, 10월 28일 한글판이 출시되었다.

## 줄거리
4학년이 된 해리는 방학 동안 위즐리 가족과 함께 퀴디치 월드컵을 관람한다. 경기가 끝난 후 축제 분위기로 들뜬 텐트촌에서 볼드모트를 숭배하는 죽음을 먹는 자들이 나타나서 주위를 온통 광란의 도가니로 몰아넣고 하늘에는 볼드모트의 상징인 '어둠의 표식'이 나타난다. 개학이 되어서 다시 호그와트로 돌아간 해리는 덤블도어로부터 올해는 트리위저드 시합을 개최하게 되었다는 소식을 듣는다. 보바통(프랑스의 마법학교) 챔피언, 덤스트랭(불가리아의 마법학교) 챔피언과 호그와트의 챔피언이 한 명씩 참가하는 트리위저드 시합의 우승자는 1천 갈레온의 상금과 최고의 명예를 얻게 된다. 그러나 17세 이상의 학생만이 이 시합에 참가할 수 있었기 때문에 해리는 자신의 이름을 불의 잔에 넣을 수가 없었다.
해리는 어둠의 마법 방어술을 가르치기 위해 새로 부임한 앨러스터 '매드아이' 무디 교수와 가까이 지낸다. 전직 오러 출신이었던 무디는 어둠의 마법사들을 몹시 증오하며, 해리에게 커다란 애정을 품고 있었다. 불의 잔은 호그와트의 챔피언으로 세드릭 디고리, 덤스트랭의 챔피언으로 빅터 크룸, 보바통의 챔피언으로 플뢰르 델라쿠르를 선발한다. 그런데 불의 잔은 네 번째 챔피언으로 해리 포터를 지명했다. 해리가 불의 잔에 자신이 이름을 몰래 집어넣었다고 모든 사람들이 의심하지만, 덤블도어는 트리위저드 시합을 예정대로 진행시키기로 결정한다. 론은 해리가 불의 잔에 이름을 몰래 집어넣었다고 생각해 해리를 냉담하게 대하고, 그들의 우정은 크게 흔들린다.
첫 번째 시합 전날, 해그리드는 해리에게 첫 번째 시험은 용과 대적하는 것이라고 몰래 보여 준다. 해리는 올랭프 맥심(보바통의 교장)과 이고르 카르카로프(덤스트랭의 교장)가 플뢰르와 빅터 크룸에게 이 사실을 미리 알려주었다는 걸 눈치채고, 세드릭에게도 이 사실을 전해준다. 해리는 시험 때 헝가리의 혼테일을 피해 무사히 황금알을 가져오게 되고, 빅터 크룸과 함께 공동 1위를 달리게 된다. 론은 해리의 모습을 보고 자신이 해리를 의심했던 것을 후회하며, 해리를 굳게 믿게 된다.
해리는 획득한 황금알을 친구들이 보는 앞에서 열어보지만, 황금알은 끔찍한 비명만 내지른다.
크리스마스 무도회가 다가오고, 맥고나걸 교수는 해리에게 파트너를 구해야 한다고 한다. 해리는 초 챙에게 파트너 신청을 하지만, 초는 세드릭과 가게 됐다고 한다. 결국 해리와 론은 각각 패르바티와 파드마 패틸과 함께 무도회를 가게 되었다.
황금알의 비밀을 풀기 위해 세드릭의 말대로 해리는 반장들의 욕실로 들어가 목욕을 하기로 하고 내용을 알아낸다. 두 번째 시합의 내용은 바로 인어들로부터 챔피언들이 가장 소중하게 여기는 사람을 구출해 오는 것이었다. 해리는 시합 10분 전까지도 물속에서 숨을 쉬는 법을 못 찾았지만, 집요정 도비가(영화에서는 네빌 롱바텀이) 와 그에게 물속에서도 숨을 쉬는 아가미풀을 건네준다. 해리는 제한 시간을 넘겼지만, 론뿐만 아니라, 플뢰르의 동생까지 구출해 세드릭 디고리에 이어 2등을 한다.
마지막 시험을 한 달 남기고, 해리는 빅터 크룸과 이야기를 나누던 중 실종되었던 마법부의 고위 관료, 바티 크라우치가 실성한 채 숲에서 덤블도어에게 경고를 해야 한다고 말하는 것을 듣고 덤블도어를 데리러 간다. 그러나 해리가 덤블도어를 데리고 왔을 때 크라우치는 또다시 사라졌고, 빅터 크룸은 기절한 채로 쓰러져 있었다.
마지막 시험은 미로를 통과하는 시험이었다. 해리는 미로 안에서 수많은 장애물들을 만나게 되고, 빅터 크룸에게 공격당한 세드릭 디고리를 구출하게 된다. 세드릭과 함께 두 사람은 미로를 통과하고 우승컵을 동시에 잡지만, 우승컵은 사실 볼드모트의 아버지의 무덤으로 가는 포트키였다. 묘지에서 피터 페티그루는 세드릭을 살해하고, 볼드모트의 아버지의 뼈, 자신의 살, 그리고 해리의 피로 볼드모트를 부활시킨다. 볼드모트는 죽음을 먹는 자들을 다시 부르고 해리와 결투를 한다. 그러나, 해리와 볼드모트의 지팡이는 심이 같은 쌍둥이 지팡이였고, 그 때문에 볼드모트는 해리를 공격할 수 없게 된다. 그리고 볼드모트의 지팡이로 살해당한 사람의 형상들이 서서히 나타난다. 그 형상들은 해리가 다시 포트키를 가지고 호그와트로 갈 수 있도록 시간을 벌어주고, 해리는 세드릭의 시신을 안고 다시 호그와트로 돌아간다.
호그와트로 온 해리를 무디가 자신의 사무실로 데려가고, 그는 자신이 '볼드모트의 충실한 하인'이자 불의 잔에 해리의 이름을 넣은 장본인이며, 해리가 우승을 차지해 컵을 잡을 수 있도록 도왔다는 것을 말하고 그를 죽이려 한다. 그러나 맥고나걸 교수와 스네이프 교수, 덤블도어 교수가 무디를 막아선다. 스네이프는 진실을 말하는 약 베리타세룸을 무디에게 먹였고, 무디가 사실은 그동안 폴리 주스를 계속 먹어온 바티 크라우치의 아들, 바티 크라우치 2세임을 알게 된다. 바티 크라우치는 죽음을 먹는 자인 자신의 아들을 감옥에 보냈으나, 부인이 청해 아들로 변장한 부인과 자신의 아들을 몰래 맞바꾸었던 것이다. 바티 크라우치 2세는 퀴디치 경기장에서 하늘에 '어둠의 표식' 을 띄운 장본인이며, 아버지가 덤블도어에게 이런 사실을 알리려 하자 그를 살해한 것이었다. 트렁크에 갇혀 있던 진짜 무디는 구출되고, 마지막 날 덤블도어는 세드릭을 추모한다.
퍼지 장관을 포함한 많은 사람들은 볼드모트의 귀환을 믿지 않고, 예언자 일보의 기사만을 믿으며 해리를 미친 사람 취급한다. 또한, 아즈카반의 간수인 디멘터는 바티 크라우치 2세를 보자마자 그의 영혼을 빼앗는다. 헤르미온느는 교정 안으로 들어올 수 없게 된 리타 스키터가 사실은 동물로 변장한 애니마구스였기에 사람들의 대화를 엿들을 수 있음을 알게 되고, 리타 스키터에게 다시는 기사를 쓰지 않겠다는 약속을 받아낸다. 한편, 해리는 집으로 돌아가는 호그와트 열차 내에서 자신의 우승 상금을 모두 프레드와 조지에게 주고, 더즐리 가족의 집으로 돌아간다.

## 장별 제목
| 1. The Riddle House(리들 하우스) 2. The Scar(흉터) 3. The Invitation(초대) 4. Back to the Burrow(다시 버로우로) 5. Weasleys' Wizard Wheezes(위즐리 형제 마법사의 기발한 발명품) 6. The Portkey(포트키) 7. Bagman and Crouch(베그만과 크라우치) 8. The Quidditch World Cup(퀴디치 월드컵) 9. The Dark Mark(어둠의 표식) 10. Mayhem at the Ministry(마법부의 대혼란) 11. Aboard the Hogwarts Express(호그와트 급행열차) 12. The Triwizard Tournament(트리위저드 시합) 13. Mad-Eye Moody(매드아이 무디 교수) 14. The Unforgivable Curses(용서받지 못할 저주) 15. Beauxbatons and Durmstrang(보바통과 덤스트랭) 16. The Goblet of Fire(불의 잔) 17. The Four Champions(네 명의 챔피언) 18. The Weighing of the Wands('포터는 야비하다!') 19. The Hungarian Horntail(헝가리의 혼테일) 20. The First Task(첫 번째 시험) 21. The House-Elf Libertation Front(꼬마 집요정 해방전선) 22. The Unexpected Task(뜻 밖의 시험) 23. The Yule Ball(크리스마스 무도회) 24. Rita Skeeter's Scoop(리타 스키터의 특종 기사) 25. The Egg and the Eye(황금 알과 눈) 26. The Second task(두 번째 시험) 27. Padfoot Returns(돌아온 패드풋) 28. The Madness of Mr. Crouch(크라우치의 광기) 29. The Dream(꿈) 30. The Pensieve(펜시브) 31. The Third Task(세 번째 시험) 32. Flesh, Blood, and Bone(살과 피와 뼈) 33. The Death Eaters(죽음을 먹는 자들) 34. Priori Incantatem(프리오리 인칸타템) 35. Veritaserum(베리타세룸) 36. The Parting of the Ways(덤블도어의 사람들) 37. The Beginning(딱정벌레의 비밀) |